# Ket (Sprache)

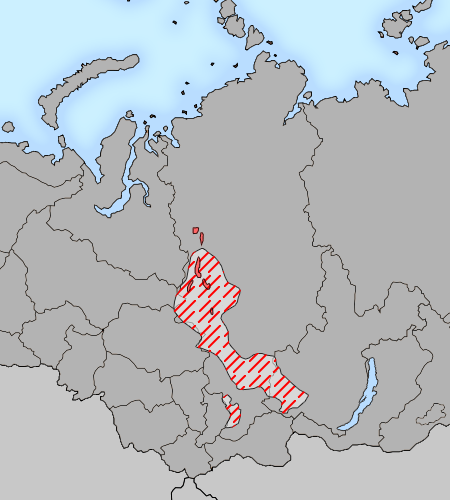
Verbreitung der jenisseischen Sprachen im 17. Jahrhundert (rot schraffiert) und im 20. Jahrhundert (rot)

Die ketische Sprache, auch einfach Ket, deutsch auch traditionell als Jenissei-Ostjakisch bezeichnet, ist die einzige Überlebende der jenisseischen Sprachen und gilt als isolierte Paläosibirische Sprache. Das Ketische, die traditionelle Sprache des Volks der Keten, ist vom Aussterben bedroht: Die Sprache hatte 1989 noch 537 Sprecher, 2010 waren es nur noch 213.
Erstmals dokumentiert wurde das Ketische 1788 im Reisetagebuch des P. S. Pallas. Matthias Alexander Castrén veröffentlichte 1858 eine erste Grammatik und ein erstes Wörterbuch des Ketischen. Eine Monografie des Amerikaners Edward Vajda aus dem Jahr 2004 ist die erste moderne Lehrgrammatik des Ketischen in englischer Sprache. Dieser lebt und arbeitet in der Jenissej-Region.
Das Tonsystem des Ketischen sieht Vajda am engsten mit dem Austroasiatische Sprachen verwandt. 
Im Februar 2008 stellte er seine Dene-Yenissei Hypothese vor, die Athabaskisch, Eyak und Tlingit mit Ketisch verbindet.
Zu dieser Gruppe gehört z. B. auch die Sprache der Navajo.
Das Ketische verfügt über sieben Vokal- und 12 Konsonantenphoneme und fünf Töne.

## Orthographie
| А а | Б б | В в | Г г | Ӷ ӷ | Д д | Е е | Ё ё | Ж ж | З з |
| И и | Й й | К к | Ӄ ӄ | Л л | М м | Н н | Ӈ ӈ | О о | Ө ө |
| П п | Р р | С с | Т т | У у | Ф ф | Х х | Ц ц | Ч ч | Ш ш |
| Щ щ | Ъ ъ | Ә ә | Ы ы | Ь ь | ’   | Э э | Ю ю | Я я |     |